# Orme Sargent
Sir Harold Orme Garton Sargent, GCMG, KCB, JP (Geburtsname: Giles Orme Sargent; * 31. Oktober 1884 in London; † 23. Oktober 1962 in Bath, Somerset, England) war ein britischer Diplomat und Politiker, der unter anderem zwischen 1946 und 1949 als Ständiger Unterstaatssekretär (Permanent Under-Secretary for Foreign Affairs) höchster Beamter im Außenministerium war.

## Leben
Nach der Geburt als Giles Orme Sargent ließ der Vater H. Garton Sargent den Namen in Harold Orme Garton Sargent ändern, wobei er üblicherweise den mittleren Vornamen Orme verwendete. Nach dem Besuch des 1847 gegründeten Radley College und einer weiteren schulischen Ausbildung in der Schweiz trat er 1906 in den diplomatischen Dienst (His Majesty’s Diplomatic Service) ein. In den folgenden Jahren fand er zahlreiche Verwendungen an Auslandsvertretungen sowie im Außenministerium. Für seine Verdienste wurde er 1925 zum Companion des Order of St Michael and St George (CMG) ernannt und war und war zwischen 1926 und 1933 Leiter der Zentralabteilung des Außenministeriums (Head of the Central Department, Foreign Office), eine 1919 gegründete Abteilung, die bis zur Umstrukturierung 1933 für die Beziehungen zu den Ländern Mitteleuropas zuständig war, darunter Deutschland, Italien, aber auch zu den Balkanstaaten. Im Anschluss war er nach der Umstrukturierung des Ministeriums von 1933 bis 1939 als Assistierender Unterstaatssekretär Leiter der Abteilung Mittel- und Südeuropa (Assistant Under-Secretary for Foreign Affairs (Central and Southern Europe)) und wurde für seine dortigen Verdienste 1936 auch zum Companion des Order of the Bath (CB) ernannt. Am 1. Februar 1937 wurde er für seine Verdienste als Knight Commander des Order of St Michael and St George (KCMG) geadelt, so dass er fortan das Prädikat „Sir“ führte.
1939 wurde Sir Orme Sargent als stellvertretender Unterstaatssekretär (Deputy Under-Secretary for Foreign Affairs) unter anderem zuständig für die Abteilung Nord- und Südeuropa und bekleidete diese Funktion während des gesamten Zweiten Weltkrieges bis 1946. Im Anschluss übernahm er 1946 von Sir Alexander Cadogan den Posten als Ständiger Unterstaatssekretär im Außenministerium (Permanent Under-Secretary for Foreign Affairs). Er war damit der ranghöchste Beamte des Außenministeriums und bekleidete dieses Amt bis 1949, woraufhin Sir William Strang ihn ablöste. Er wurde im Rahmen der New Year Honours am 1. Januar 1947 zum Knight Commander des Order of the Bath (KCB) und im Zuge der Birthday Honours am 10. Juni 1948 zudem zum Knight Grand Cross des Order of St Michael and St George (GCMG) erhoben. Fast ein Vierteljahrhundert lang prägte Sargent somit die britische Europapolitik mit, die den Zeitraum von 1926 bis 1949 abdeckte und zu der der Zusammenbruch der Weimarer Republik, der Aufstieg des Faschismus, der Zweite Weltkrieg, die anglo-sowjetischen Beziehungen und der Beginn des Kalten Krieges gehörten.

## Hintergrundliteratur
- Adam Richardson: Sir Orme Sargent and British Policy Towards Europe, 1926–1949. 2023, ISBN 978-0-429-53531-4.